# Ilex urceolatus
Ilex urceolatus är en järneksväxtart som beskrevs av C.B.Shang, K.S.Tang och D.Q.Du. Ilex urceolatus ingår i släktet järnekar, och familjen järneksväxter. Inga underarter finns listade i Catalogue of Life.